# 3 komando brigada
3 komando brigada (angleško 3 Commando Brigade) je glavna manevrska sila britanskih Kraljevih marincev.

## Zgodovina
3 komando brigada je bila ustanovljena med drugo svetovno vojno kot 3rd Special Service Brigade. Komandosi so bili uporabljani, da so opravljali nenadne napade na ozemlje okupirane Evrope. Večina teh napadov je bila majhnih, toda nekateri so bili večji, kot npr. leta 1942 napad na Dieppe in operacija Kočija (napad na St. Nazaire).
Ob koncu vojne se je Britanska kopenska vojska odločila prenehati uporabljati vojake kot komandose, tako da so Kraljevi marinsi prevzeli to dejavnost. 3 komando brigada je bila tako največkrat uporabljena v oboroženih konfliktih v več kot 25 letih, pri čemer so jo uporabljali kot strateško rezervo za Daljni vzhod in Sredozemlje. Najbolj znana operacija v tem času je bila sueška kriza, kjer je sodelovala v amfibicijskem napadu na egipčanske cilje. Med operacijo Mušketer so brigadne enote izvedle prvi helikopterski desant v vojaški zgodovini.
Leta 1971 so se britanske oborožene sile umaknile iz Daljnega vzhoda in Perzijskega zaliva. Brigada se je vrnila v Združeno kraljestvo z ostalimi enotami. Prestavljena je bila v Stonehouse Barracks v Plymouthu, kjer je nameščena še danes.
Brigadna naslednja večja operacija je bila leta 1982 med falklandsko vojno, ko je predstavljala eno od dveh glavnih britanskih kopenskih formacij, ko je sodeloval pri ponovni osvojitvi Falklandskih otokov. V času zalivske vojne je bila divizija nameščena v severnem Iraku v nebojni dolžnosti, kjer je bila nameščena kot podporna sila za Kurde, ki so do tedaj trpeli pod iraškim režimom.
V zadnjem času je brigada v dveč večjih operacijah - operaciji Veritas v Afganistanu leta 2002 in operaciji Telic med invazijo na Irak leta 2003. V Afganistanu ni prišlo do nobenega sovražnega stika, toda v Iraku je bila vpletena v več težkih bojih v začetni fazi kampanje; takrat je brigada izvedla svoj prvi amfibicijski napad po več kot 20 letih. Obe operaciji sta bili uspešni in brigada je dokazala, da je še zmeraj pripravljena in sposobna izvesti težke naloge ter da upravičeno sodi med britanske specialne sile.

## Sestava
Trenutno je brigada sestavljena iz 3 komando enot, moči bataljona:
- 40 Commando Royal Marines
- 42 Commando Royal Marines
- 45 Commando Royal Marines

Poleg tega ima brigada več podpornih enot, lasten logistični polk, artilerijski polk, inženirski eskadron, helikopterski eskadron, jurišni eskadron (opremljen z manjšimi čolni) in eskadron desantnih plovil. Pogosto elementi Special Boat Service sodelujejo z brigado.
- 539 Assault Squadron, Royal Marines
- Commando Logistic Regiment, Royal Marines
- 29 Commando Regiment, Royal Artillery
- 59 Independent Commando Squadron, Royal Engineers
- 131 Independent Commando Squadron, Royal Engineers

Poleg tega je 1. marinski bataljon Korps Mariniers je podrejen brigade, kot del United Kingdom/Netherlands Landing Force (UK/NL LF).
Kot del reorganizacije oboroženih sil, ki je bila najavljena leta 2004, je bilo odločeno, da bo inženirski del brigade povečan na polni polk z ustanovitvijo 24. (komando) inženirskega polka; tako bo brigada postala enakovredna ostalim bojno pripravljenim brigadam Britanskih oboroženih sil.